# Boeing XF8B
Il Boeing XF8B fu un aereo da caccia imbarcato monomotore, monoposto e monoplano ad ala bassa, sviluppato dall'azienda aeronautica statunitense Boeing nella prima metà degli anni quaranta del XX secolo e rimasto allo stadio di prototipo.
Realizzato durante la seconda guerra mondiale per fornire alla United States Navy, la marina militare degli Stati Uniti, un caccia a lungo raggio, l'XF8B doveva essere utilizzato in missioni sulle isole del Giappone partendo da portaerei al di fuori della portata della caccia nemica. Progettato per vari ruoli, tra cui caccia intercettore, caccia di scorta a lungo raggio, bombardiere in picchiata e aerosilurante, il design finale incorporava una serie di caratteristiche innovative al fine di svolgere i vari ruoli. Nonostante le sue notevoli capacità, l'XF8B-1 non è mai entrato nella produzione in serie.

## Utilizzatori
Stati Uniti
- United States Army Air Forces
- United States Navy

### Riviste
- (EN) Francis Allen, Last of the Line: Boeing's XF8B-1 Multi-purpose Fighter, in Air Enthusiast, (55): 27, Autumn 1994, ISSN 0143-5450 (WC · ACNP).